# Сподња Ложница
Сподња Ложница (словен. Spodnja Ložnica) је насељено место у општини Словенска Бистрица, Подравска регија, Словенија.

## Историја
До територијалне реорганизације у Словенији била је у саставу старе општине Словенска Бистрица.

## Становништво
У попису становништва из 2011. године, Сподња Ложница је имала 173 становника.
| Број становника према пописима | Број становника према пописима | Број становника према пописима |
| ------------------------------ | ------------------------------ | ------------------------------ |
| 1991                           | 2002                           | 2011                           |
| 205                            | 181                            | 173                            |

Напомена: Године 2017. извршена је мања размена територија између насеља Згорња Бистрица, Нова Гора над Словенско Бистрицо, Словенска Бистрица и Сподња Ложница.